# Xanthorhoe veraria
Xanthorhoe veraria là một loài bướm đêm trong họ Geometridae.